# Птице на Антарктику
На Антарктику живи око 20 врста птица. За време кратког лета долећу и птице из севернијих крајева. Скоро све птице слећу на воду и у њој се хране.
Од птица које живе на мору најважнији су пингвини којих има 17 врста. Ове птице немају права крила јер су им она преобраћена у пераје и покривена перјем. Помоћу пераја пливају. На копну су усправни. По снегу се брзо крећу и то у лежећем положају, при чему се помажу перајима. Пингвини спадају међу најотпорнија жива бића на Земљи. Лако подносе и најниже температуре, орканске ветрове и друге неповољности антарктичког поднебља. Све врсте пингвина живе у великим колонијама које броје од 500.000 до 750.000 чланова.
Од 17 врста колико је до данас утврђено најзначајније су две врсте: брадати и царски пингвини. Веома су љубопитљиви, одважни и предузимљиви. Гнезде се на најветровитијим местима, односно на шљунку оголићеном ветром. Зиму проводе на океанској пучини, далеко на северу, ван граница морског леда. Ретке санте леда пружају им прилику за одмор уколико успеју да се на њих попну. У ово доба године они желе да буду на копну до кога није лако доћи. На копно ће се попети само онај који одабере прави тренутак и прави талас. Почетком пролећа сви пингвини су на копну због парења. Највећа колонија пингвина на свету је острво Заводовски. Ту се размножава око два милиона брадатих пингвина и сви они имају добар разлог што долазе баш тамо. Острво Заводовски је активни вулкан. Топлота из кратера и околних димњака топи лед и ствара повољне услове за размножавање пингвина.
Краљевски пингвини су двоструко већи од брадатих пингвина. Тешки су и по 50 до 80 kg. Ова врста живи у великим колонијама, али махом у време гнездења. Колонија краљевских пингвина обично је врло далеко од ивице леда. Зими колонија може да буде удаљена и преко сто километара, али како протиче лето и како се лед топи ивица леда је ближа колонији. Краљевски пингвини најбоље подносе екстремне услове живота на Антарктику, стоје на залеђеном мору и одолевају силини антарктичке олује. Стискају се једни уз друге јер само тако могу да поднесу зимске месеце. Стално се мењају на одређеним местима у гомили да би издржали силовити ледени ветар. Преживљавају само захваљући томе што је Антарктик окружен великим Јужним океаном и земаљске грабљивице не могу до њих да допру. За разлику од арктичких животиња, овим пингвинима не прети опасност од медведа. У лето младунци добијају перје и спремни су за своје прво пливање. Родитељи у мноштву од око 60.000 пингвина траже своје младунце, дозивају их и хране са напола свареном рибом. Одрасли пингвини су толико пуни хране да се једва крећу, али пошто им не прете грабљивице, они нигде и не журе. Родитељи се смењују у потрази за храном. Већ у јесен формира се нови лед и пингвини се спремају за још једну паклену зиму на леденим морима.
Макарон је пингвин северног обода Антарктика. Мало их одлази јужније од Антарктичких острва. Овде они чине 50% свих морских птица. Иако је Антарктик у највећем делу не насељен, постоје једна, две оазе које врве од живота. Након зиме проведене у лутању око северних граница јужног океана макарон пингвини се враћају са изванредном тачношћу. Први стижу мужјаци а недељу дана касније и женке. За само десет дана постаје тесно. На почетку парења бучно се препиру, не би ли сваки пар успео да себи обезбеди довољно места. Макарони су најбучнији и најнезгоднији од свих пингвина. Када женка пронађе мужјака следи ритуално поздрављање и дотеривање. Десет дана касније женка је излегла два јаја, али ће једно од њих, мање и тамније скоро увек бити одбачено. Беле обалске птице сакупљају одбачена јаја по колонији и током лета једу измет пингвина и одбачена јаја. Ове су једне од ретких птица које се не ослањају на океан као извор хране. Оне су потпуно оријентисане на копно.
Целокупан живи свет на Јужној Џорџији, макарони пингвини, морски слонови, албатроси па чак и трава, све је ограничено спољним ободом Антарктика. Даље на југу свет је суровији, тамо влада лед али, доласком пролећа постаје мало топлије. Море се донекле одмрзава и враћају се животиње које су прилагођене животу на леденом југу.
Већи де Антарктика је и даље окован морем леда, али како дани постају дужи тако се и лед повлачи. Прво се ослобађа Антарктичко полуострво, област континента који се пружа ка северу. Током пар месеци могуће је допрети до обала континента са мора. Антарктик није нигде тако леп. Али и усред лета, само два процента континента ослобађе се леда, и то углавном овде. Ниједна од ових морских животиња неће доспети до каменитих падина док се море не одмрзне. Међу првима су пингвини. Јаја су положена у новембру, месец дана пошто су пингвини стигли на Јужну Џорџију. Гнездо се прави од нешто мало оскудне вегетације и ситног камења. После пет недеља инкубације пилићи почињу да пробијају љуску. Развијају се оба јаја и родитељи их три недеље штите, смењују се у доношењу рибе и планктона. То је тешко јер морају сваки пут да савладају снежну падину.
Даље на југу иза масе ломљеног остају километри зимског леда који се још није разломио. Ретка су створења која могу прећи преко тих области и стићи даље на југ, али једни нису успевали - обалски пингвини. Размножавају се јужније од било којих дригих пингвина, они не чекају да се лед разломи. Пешаче и до сто километара да би стигли на своје место за парење. Антарктичко лето је заиста веома кратко, зато морају да пожуре.
Пингвини су животиње које се не плаше људи. Како су уз то веома љубопитљиви то су били предмет лаког, масовног лова. Људи су их ловили нешто због сала, али нарочито због веома лепог крзна. Тако су почетком 20. века многе колоније уништене.
Готово једине птице које током зиме саме лете преко океана у потрази за храном су албатроси. Већ у септембру, почетком пролећа албатроси се враћају са мора. Окупљају се у колонијама од по неколико хиљада и одгајају младунце. Парови који су се парили претходне сезоне, поново су заједно, користе исто гнездо које су и раније користили, са малом поправком и тако по 20 година. Две недеље након слетања на копно, женка излеже јаје, а нарадних 70 дана они се смењују лежећи на њему. Док једно греје јаје, друго је у потрази за храном и прећи ће на хиљаде километара у тој потрази. Већина албатроса се гнезди у колонијама, док друга врста више воли усамљеност.
Светлосиви албатроси се последњи враћају на острво. Први стижу мужјаци. Онај који нема партнерку дозива женке које пристижу. Када се саставе климају главом и играју, затим следи њихов савршено усклађени ритуални лет.
Током дана небо припада албатросима, а ноћу на острво стижу друге, бучније и живахније птице. Хиљаде малих бурница узнемирено лете у мраку око литица. Само на острву Јужна Џорџија има око 22 милиона њихових гнезда. Тако мале, бурнице су рањиве. Ради безбедности својих младунаца који су без одбране током дана гнезда праве у удубљењима.
Напољу се окупљају белобраде бурнице. Пар брани простор око своје рупе која може бити и до две метра испод нивоа траве. Млади су безбедни у рупи два месеца. Сваког другог дана један од родитеља долази да их нахрани месом лигњи и планктоном. Пре зоре сви одрасли одлазе са обале на отворени океан.
Снежна бурница је мања од голуба. Она лети преко леда који се никад не отапа на висини до 3000m све до ледених врхова Антарктика. Лед је дебљине неколико километара и прекрива читаве планинске масиве, највиши врхови пробијају се кроз лед. Ова мала острва камена, изолована у мору леда, драгоцена су колико и оазе у пустињи. Само два процента континента је без леда и скоро сва та подручја се налазе близу обале, али снежна бурница као и остале антаркичке птице не може да леже јаја на леду. Зато је спремна на дуг лет да би пронашла голу стену, једно од њихових гнезда пронађено је на врху снежне границе на 232 km од обале. Снежна бурница доноси живот овом најбеживотнијем делу наше планете. Оне се размножавају јужније од било које друге птице. Чим ветар одува снежне наслаге са планинских врхова њих запоседа снежна бурница. Њихов одлазак означава почетак пролећа на далеком југу.